# Salmanovo
Salmanovo (bulgariska: Салманово) är ett distrikt i Bulgarien.   Det ligger i kommunen Obsjtina Sjumen och regionen Sjumen, i den östra delen av landet, 300 km öster om huvudstaden Sofia.
Trakten runt Salmanovo består till största delen av jordbruksmark. Runt Salmanovo är det ganska tätbefolkat, med 134 invånare per kvadratkilometer.